# NGC 7714

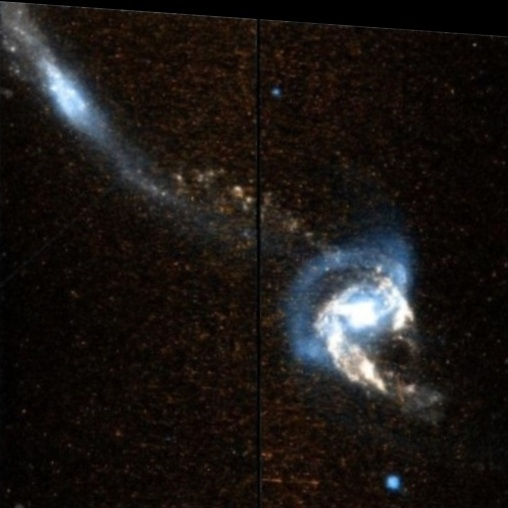
Arp 284 (NGC 7714 & NGC 7715) (Telescopio Spaziale Hubble)

NGC 7714 è una galassia a spirale barrata situata in direzione della costellazione dei Pesci alla distanza di 128,5 milioni di anni luce.
Il 19 settembre del 1999 nella galassia NGC 7714 è stata osservata una supernova di tipo Ib denominata SN 1999dn.
Si tratta di una galassia interagente i cui bracci sono notevolmente distorti per le interazioni con la vicina galassia irregolare NGC 7715. La coppia di galassie è classificata come Arp 284 nell'omonimo catalogo delle galassie peculiari.